# Microregione di Ipatinga
Ipatinga è una microregione del Minas Gerais in Brasile, appartenente alla mesoregione di Vale do Rio Doce.

## Comuni
È suddivisa in 13 comuni:
- Açucena
- Antônio Dias
- Belo Oriente
- Coronel Fabriciano
- Ipatinga
- Jaguaraçu
- Joanésia
- Marliéria
- Mesquita
- Naque
- Periquito
- Santana do Paraíso
- Timóteo